# Фінш-Гок (Флорида)
Фінш-Гок (англ. Fish Hawk) — переписна місцевість (CDP) в США, в окрузі Гіллсборо штату Флорида. Населення — 24 625 осіб (2020).

## Географія
Фінш-Гок розташований за координатами 27°50′51″ пн. ш. 82°13′4″ зх. д. / 27.84750° пн. ш. 82.21778° зх. д. (27.847559, -82.217775).  За даними Бюро перепису населення США в 2010 році переписна місцевість мала площу 42,43 км², з яких 41,99 км² — суходіл та 0,44 км² — водойми.

## Демографія
Згідно з переписом 2010 року, у переписній місцевості мешкало 14 087 осіб у 4272 домогосподарствах у складі 3751 родини. Густота населення становила 332 особи/км².  Було 4576 помешкань (108/км²).
Расовий склад населення:
| - 88,1 % — білих - 4,2 % — чорних або афроамериканців - 3,5 % — азіатів - 0,1 % — вихідців з тихоокеанських островів - 0,1 % — корінних американців - 1,5 % — осіб інших рас |

До двох чи більше рас належало 2,6 %. Частка іспаномовних становила 11,7 % від усіх жителів.
За віковим діапазоном населення розподілялося таким чином: 38,6 % — особи молодші 18 років, 56,5 % — особи у віці 18—64 років, 4,9 % — особи у віці 65 років та старші. Медіана віку мешканця становила 34,2 року. На 100 осіб жіночої статі у переписній місцевості припадало 95,9 чоловіків;  на 100 жінок у віці від 18 років та старших — 90,3 чоловіків також старших 18 років.
Середній дохід на одне домашнє господарство  становив 124 863 долари США (медіана — 106 659), а середній дохід на одну сім'ю — 135 221 долар (медіана — 116 738). Медіана доходів становила 90 287 доларів для чоловіків та 47 357 доларів для жінок. За межею бідності перебувало 5,5 % осіб, у тому числі 6,3 % дітей у віці до 18 років та 1,5 % осіб у віці 65 років та старших.
Цивільне працевлаштоване населення становило 7091 особа. Основні галузі зайнятості: освіта, охорона здоров'я та соціальна допомога — 22,7 %, науковці, спеціалісти, менеджери — 16,0 %, фінанси, страхування та нерухомість — 13,2 %.